# Lecanosticta gloeospora
Lecanosticta gloeospora är en svampart som beskrevs av H.C. Evans 1984. Lecanosticta gloeospora ingår i släktet Lecanosticta och familjen Mycosphaerellaceae.   Inga underarter finns listade i Catalogue of Life.